# 필살기
필살기(必殺技)는 싸우는 기술 중에서 기술, 무기, 기술 등 중 가장 활성화되고 집약적인 기술이다. 무기의 경우 필살 무기라고도 칭한다. 일본어로는 키메와자(Kimewaza)라고 한다.

## 만화·애니메이션
만화, 특수 촬영, 애니메이션 등에서 캐릭터는 필살기를 가진 캐릭터가 있거나, 차차 새로운 필살기를 터득하는 등의 스토리가 진행되는 경우가 있다.

## 컴퓨터·비디오 게임
비디오 게임, 특히 2D 대전 격투 게임에서는 버튼을 누르는 것만으로 발생하는 일반적인 공격과는 별도로 구성되어있는 기술이 있다. 대개 길어야 몇 초간 발동하고 통상 기술보다 데미지가 큰 것이 특징이지만, 일부 예외도 있다. 사용시 어떠한 제약이있는 경우도 있다.

## 스포츠

### 프로레슬링
프로레슬링에서 필살기는 레슬러들이 경기를 끝마치기 위해 사용하는 자신만의 고유한 기술을 뜻한다. 피니셔(Finisher)라고도 한다. 보통 레슬러들의 기믹에 맞는 기술이 필살기로 이용되곤 한다. 보통 엔터테인먼트적인 요소를 중요시하는 북미 프로레슬링에서는 각본 상에서 승리하기로 예정되어 있는 선수가 패배하기로 예정되어 있는 선수에게 자신의 필살기를 사용하면 핀 폴을 내주거나 기권을 받아내는 경우가 많지만, 거친 스타일의 경기를 펼치는 일본의 프로레스나 인디 단체에서는 그렇지 않은 경우도 있다.
다음은 프로레슬링 선수들의 필살기 (피니셔)이다. 일부 선수는 서브미션 기술이 피니시 기술인 경우도 있다.
- 세스 롤린스:스톰프(기본자세로 달려가다가 그대로 상대방의 머리를 바닥에 밟는 기술)
- 랜디 오턴: R.K.O (상대의 목을 잡고 그대로 누워 안면에 충격을 주는 기술 단 랜디 본인도 등과 척추에 충격이 같이 들어간다. , 본인의 풀네임 이니셜이다.)
- 존 시나: AA (애티튜드 어드저스트먼트) (상대방을 파이어맨즈 캐리 자세로 들은 뒤 위로 던졌다가 밑으로 등이 떨어지게 옆으로 내치는 기술) STF(상대방의 한쪽 다리를 꼬아 움직이지 못하게 한 뒤 양팔로 상대방의 턱을 붙잡아 탭아웃을 유도하는 서브미션 기술)
- 더 락: 락 바텀 (자신의 팔로 상대의 목을 감싼후 들어서 바닥에 내리치는 기술), 피플스 엘보우(한 팔꿈치 패드를 벗어서 관중에게 던지고 넘어지듯이 상대에게 팔꿈치를 내려찍는 기술)
- CM 펑크: G.T.S  (상대방을 파이어맨즈 캐리 자세로 들은 뒤, 공중으로 던졌다가 상대방이 떨어질 타이밍에 무릎으로 안면을 강하게 가격하는 기술, 아나콘다 바이스 (상대의 팔을 오무리게 한 뒤 그 안에 팔을 넣어 손을 잡고 나머지 한 팔은 그 팔을 넣어 손을 잡은 손을 잡고 조이는 기술)
- 존 모리슨: 스타쉽 페인 (상대방을 코너쪽에 놔둔 뒤, 자신도 코너쪽으로 가 탑 로프에 두 팔을 걸친 뒤 점프했다가 두 다리로 튕긴 뒤 횡회전하며 상대방을 가격하는 기술)
- 스티브 오스틴: 스톤콜드 스터너 (상대의 복부에 토킥을 해서 상대를 숙이게 하고, 상대의 목을 잡은 뒤 상대의 턱을 어깨에 부딪히게 하는 기술)
- 딘 앰브로스 : 더티디즈 (상대를 더블암 자세로 잡아 DDT로 정수리를 찍어버리는 기술)
- 사모아 조 : 코키나 클러치 (상대의 뒤에서 목을 감싸 조이면서 압박하는 기술)
- 브라운 스트로우먼 : 런닝 파워슬램 (상대방을 어깨에 들쳐매고 들어 달려가면서 그대로 매다치는 기술)
- 브록 레스너 : F-5 (상대를 파이어 맨즈 캐리 형태로 들어올린 후 그대로 회전을 시켜 떨어지는 기술)
- AJ 스타일스 : 스타일스 크래쉬 (상대의 말뚝을 박아 수직으로 들어올린 후 두다리로 상대의 양팔을 걸고 그대로 앞으로 떨어지는 기술)
- 더 미즈: 스컬 크러싱 피날레 (상대방의 뒤에서 풀 넬슨 자세로 잡은 뒤 다리를 걸어 페이스 버스터로 연결하는 기술)
- 베일리 : 벨리 투 베일리 (달려오는 상대를 그대로 껴안아 사이드로 패대기 치는 기술)
- 알렉사 블리스 : 스파클 스플래쉬 (트위스티드 블리스) (탑로프에서 누워있는 상대에게 앞으로 몸을 날려 공중에서 비틀어서 그대로 덮치는 기술)
- 트리플 H: 페디그리 (상대방의 머리를 자신의 가랑이 사이에 끼워 넣은 뒤 두 팔을 상대의 등쪽으로 올려서 잡은 뒤 그 자세에서 점프했다가 떨어지면서 상대방의 안면부 ( 앞면 ) 을 매트에 부딪히게 하여 충격을 주는 기술)
- 언더테이커: 툼스톤 파일드라이버 (상대방을 거꾸로 들은 뒤 양 팔로 상대방의 허리를 잡은 뒤 무릎을 꿇으며 정수리 ( 머리 )를 땅에 부딪히게 하는 기술, 케인도 드물게 사용한다), 초크슬램(상대방의 목을 잡아 뒷통수 쪽을 충격 주는 기술) 헬스게이트(트라이 앵글 초크 와 비슷하나 목부분을 손으로잡는게 큰특징)
- 타일러 브리즈 : 뷰티 샷 (몸을 사이드로 회전하면서 발로 상대를 차버리는 기술)
- 빅 쇼 : 쇼 스타퍼 (상대방의 목을 한 손으로 잡은 뒤 들어 올려 떨어뜨리는 기술, 초크 슬램과 동일함.),KO 펀치(WMD 또는 복싱 훅이라고도 부르며, 상대의 안면을 주먹으로 아주 세게 가격하는 기술)
- 셰이머스: 하이 크로스 (상대방의 머리를 가랑이 사이에 끼우고 그대로 들어 올려서 하이잭 백브레이커 자세로 들어 올린 뒤 앞으로 달려가면서 땅에 내던져 버리는 기술, 크루시픽스 파워밤과 동일한 기술.), 브로그 킥 (자전거 페달 밟듯이 발을 구른 뒤 한 발로 상대방의 안면을 차는 기술임, 바이시클 킥과 동일한 기술.)
- 돌프 지글러: 지그재그 (상대에 뒤에서 점프해 머리를 잡고 뒤로 넘어져 등과 뒷통수 쪽에 충격을 주는 기술.)
- 알베르토 델 리오: 크로스 암 브레이커 (숙인 상대에 겨드랑이에 자신에 팔을 걸친후 360'회전하면서 암바형태를 만든후에 암바를 거는 기술.)
- 에반 본: 에어 본 (탑 로프에 올라가서 360'회전후 스플래쉬하는 기술, 슈팅 스타 프레스와 동일한 기술이다.)
- 숀 마이클스: 스윗 친 뮤직 (발로 상대의 턱을 강하게 가격하는 기술. 슈퍼킥이라도 불렸다)
- 매트 하디: 트위스트 오브 페이트 (상대를 프론트 페이스락으로 잡은 뒤, 그대로 커터로 연결하는 기술.)
- 크리스 제리코: 코드 브레이커 (상대에게 달려가 매달린 뒤 무릎으로 얼굴에 타격을 주는 기술.) 월스 오브 제리코(상대의 두 다리를 붙잡은 뒤 상대의 허리를 뒤로 꺾어 두 다리에 고통을 주는 서브미션 기술), 라이온설트(2단 로프에 발을 딛고 그 반동을 이용해 문설트를 하여 쓰러진 상대의 몸에 타격을 주는 기술) 라이온 테이머 (월스오브 제리코 와 비슷하나 몸전채를 꺽는 기술이며, 목쪽에도 고통을 준다.)
- 레이 미스테리오: 619(상대의 머리가 로프에 걸려있을 때 반대편 로프 반동을 통해 뛰어가면서 로프사이로 다리를 넣어 상대의 머리를 가격하는 기술, 619는 레이의 고향 지역번호를 뜻한다.)
- 크리스챤 (제이슨 르소): 킬스위치(상대를 뒤에서 잡은 뒤 뒤로 꺾어가면서 상대의 머리를 땅에 내려 꽂는 기술), 스피어(절친 에지가 사용하던 기술로 크리스챤도 종종 피니시 기술로 사용한다.)
- 케인: 초크슬램(상대의 목을 잡고 그대로 땅에 내동댕이 치는 기술), 툼스톤 파일드라이버(케인도 사용할 때가 있지만, 거의 초크슬램으로 끝낸다.)
- 다니엘 브라이언: 레벨락(상대의 한쪽 팔을 다리 사이에 끼운 후 상대의 입을 들어올려 공격하는 서브미션 기술 존시나의 STF와 유사해보이나 턱이 아닌 입을 공격하므로 다르다.) 현재는 예스락, 노락으로 불린다.
- 마크 헨리: 월드 스트롱기스트 슬램(전형적인 크로스 바디로 보이지만, 마크 헨리의 육중한 무게로 상대를 눌러버리는 기술로 피니시 기술이 된다.)
- 에지: 스피어(링 구석에서 상대가 일어나기를 기다리다가 상대를 향해 어깨로 상대의 복부를 가격하는 기술. 절친인 크리스챤도 종종 사용한다.)에지케이터(샤프슈터와 유사하나 반만돌려 꺽는다.)
- 그레이트 칼리: 칼리 찹(칼리의 큰 손으로 상대의 머리를 크게 가격하는 기술), 칼리 바이스 그립(상대의 얼굴을 두손으로 양쪽에서 눌러 상대를 기절시키는 서브미션 기술)
- 쉘턴 벤자민: 페이더트 (자신이 점프하여 상대의 목을 잡은 상태에서 그대로 떨어지는 기술.)
- 알 트루스: 리틀 지미 (페이더트와 동일함.) 시저스킥(부커T의 기술과 유사하나 한 바퀴 돌아서 내려친다, 요즘에는 잘 쓰진 않는다.)
- 코디 로즈: 크로스 로즈(상대를 프론트 페이스락으로 잡은 뒤, 한 바퀴 돌아 상대에게 타격을 주는 기술.), 뷰티풀 디제스터(2단 로프에 발을 딛고 그 반동으로 상대의 몸을 발로 차는 기술)
- 세자로 : 뉴트릴 라이져(곳차식 파일드라이버 와 동일, 다만 다른점은 충격을 완하시키기 위해 앞으로 떨어진다는 점이 다르다.)
- 제프 하디: 스완턴 밤(탑로프에서 앞으로 180도로 떨어지는 기술)